# 페르닐레 베르문

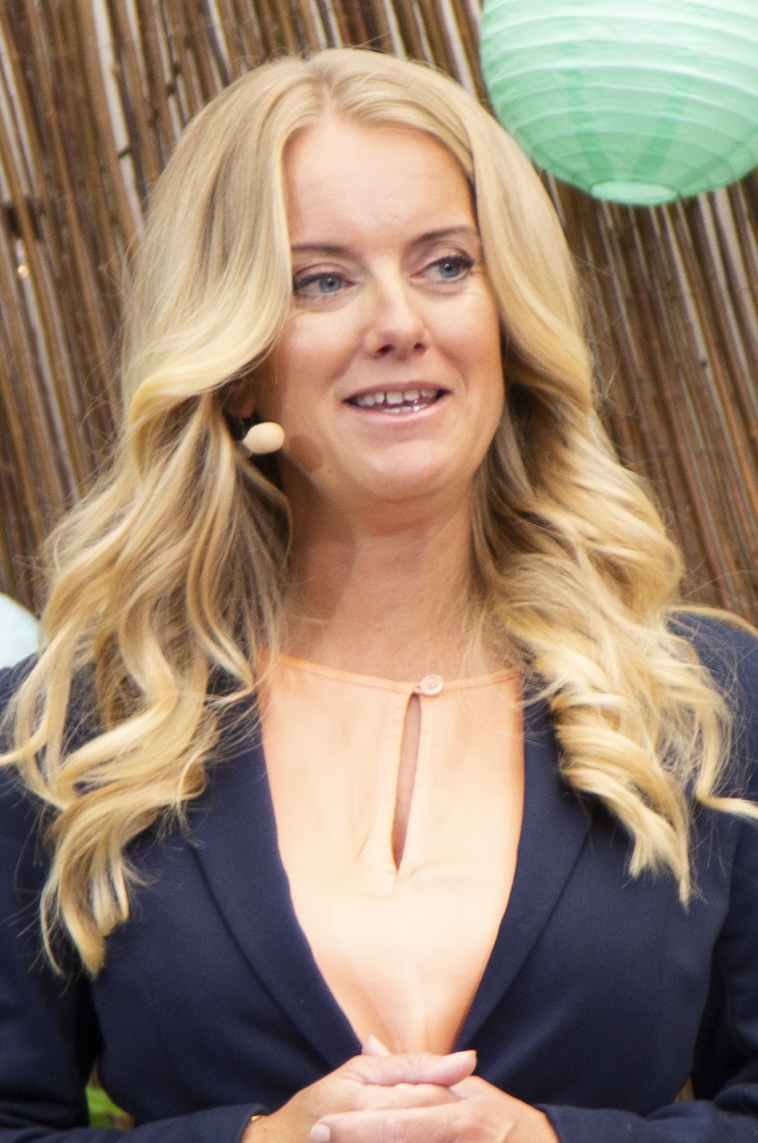

안 페르닐레 베르문 트베데(덴마크어: Ann Pernille Vermund Tvede, 1975년 12월 3일 ~ )는 덴마크의 건축가, 정치인으로 국민보수주의 정당인 뉴라이트당의 창당주이자 대표이다. 일전에는 보수인민당에서 활동했었다.